# Gerre de’ Caprioli
Gerre de' Caprioli – miejscowość i gmina we Włoszech, w regionie Lombardia, w prowincji Cremona.
Według danych na rok 2004 gminę zamieszkiwało 895 osób, 111,9 os./km².